# Aldicht
Een aldicht is een gedicht of een onderdeel van een gedicht, waarin ieder woord in een vers rijmt op een woord in een tweede vers.
Het gedicht komt over het algemeen gekunsteld over. Het wordt dan ook nauwelijks toegepast.
zie: en wie hij is
die er niet bij is
Een aldicht kan als een bijzondere vorm van het parallellisme worden gezien.